# كبلر-453b
كيبلر 453 بي (بالإنجليزية: Kepler-453b)‏ هو كوكب خارج المجموعة الشمسية، في كوكبة القيثارة.

## الاكتشاف
اكتشف في 14 أغسطس 2015، وكانت طريقة الاكتشاف طريقة العبور.